# Choros nr. 3
Choros nr. 3- Pica-pau is een compositie van Heitor Villa-Lobos uit 1925.
De compositie gewijd aan de specht (pica-pau), die grotendeels verantwoordelijk is voor het ritme in deze korte choros. Aan het ritme is een compositie opgehangen, die een verbinding tot stand brengt tussen klassieke muziek, de populaire muziek van Brazilië destijds en de indiaanse cultuur van dat land. Villa-Lobos maakte regelmatig reizen naar de binnenlanden van Brazilië om die cultuur op te snuiven. Van de Pareci-indianen leende hij Nozani Ná en Noal anaue, twee volksmelodietjes. De eerste uitvoering van dit eendelig werkje vond plaats op 30 november 1925 in São Paulo.

## Muziek
De muziek heeft hier en daar het karakter van minimal music, terwijl ook invloeden te horen zijn van Igor Strawinsky (Villa-Lobos reisde ook frequent naar Parijs). Het koor zingt voor het grootste deel onomatopees behalve in het begin (zie boven), pica-pau en eind. Choros nr. 3 wordt afgesloten met de uitroep Brazil! een staaltje verborgen nationalisme. De samenstelling van het ensemble doet ook Strawinkyaans aan:
- mannenkoor
- klarinet, fagot, saxofoon
- 3 hoorns, trombone.

De ontvangst van de choros was gemengd; in Brazilië vond men het een ratjetoe; de combinatie van  een volksliedje uit de Indiaanse cultuur en Brazil! vond men overdreven en vergezocht. Toen het werk op 5 december 1927 in Parijs werd uitgevoerd was men zeer enthousiast (Parijs liep ook al weg met Strawinsky). De exotische frisheid van het werk werd daar op waarde geschat. Dat kan mede gekomen zijn doordat het gehele programma aan Villa-Lobos was gewijd; choros nr. 10 en ook Prole do Bebê nr. 2, nonet en Poemas indígenas werden die avond uitgevoerd.

## Discografie
Onder meer:
- Uitgave BIS Records: São Paulo Symfonie Orkest o.l.v. van John Neschling